# Волково (Одинцовский городской округ)
Волково — деревня в Одинцовском городском округе Московской области России. Входит в сельское поселение Никольское. Население — 18 чел. (2010). К деревне приписано 4 садовых товарищества, коттеджный посёлок и пансионат Солнечная поляна. До 2006 года Власово входило в состав Волковского сельского округа.

## Расположение
Деревня расположена на западе района, в 11 км к северу от города Кубинка. В 0,5 км к западу от деревни протекает река Москва. Высота центра над уровнем моря 145 м.

## История
Впервые в исторических документах деревня встречается в 1702 году, как пожалованная графу Гавриилу Ивановичу Головкину. По Экономическим примечаниям конца XVIII в. в деревне было 16 дворов и 100 душ крепостных обоего пола. На 1852 год в деревне числилось 14 дворов, 75 душ мужского пола и 81 — женского, в 1890 году — 197 человек. По Всесоюзной переписи 17 декабря 1926 года числилось 37 хозяйств и 210 жителей, по переписи 1989 года — 18 хозяйств и 98 жителей.

## Население
| 2002 | 2006 | 2010 |
| ---- | ---- | ---- |
| 14   | →14  | ↗18  |